# 淇澳岛天后宫
淇澳岛天后宫是一处位于中国广东省珠海市香洲区唐家湾镇淇澳村的清代建筑，1994年8月23日公布为第五批珠海市文物保护单位。